# Karen Austin
Karen Austin (Welch (West Virginia), 24 oktober 1955), geboren als Karen Brammer, is een Amerikaans actrice. 

## Biografie
Austin heeft haar diploma gehaald aan de Northwestern-universiteit in drama en literatuur, hierna heeft zij haar bachelor of arts gehaald in theater aan de Mary Baldwin College in Staunton (Virginia). Toen zij hier klaar was ging zij naar Engeland om te studeren aan de St. Anne's College in Oxford met een opleiding in Shakespeare.
Austin begon in 1974 met acteren in de film The Ottawa Valley. Hierna heeft zij nog meerdere rollen gespeeld in televisieseries en televisiefilms zoals Hill Street Blues (1981), St. Elsewhere (1985), Murder One (1997), Beverly Hills, 90210 (1999), Rodney (2004-2008) en CSI: Miami (2009).
Austin heeft een dochter die in 1989 is geboren.

## Filmografie

### Films
Uitgezonderd korte films.
- 2015 The Wicked Within - als Jean
- 2013 Sweet Talk - als krantenverkoopster / verpleegster
- 2011 The Rum Diary – als mrs. Zimburger
- 2010 Better People – als Jacquie
- 2010 Order of Chaos – als Sherri
- 2009 Bitch Slap – als verteller
- 2008 Palisades Pool Party – als Desiree
- 2006 Amber's Story – als Glenda Whitson
- 2000 Lost in the Pershing Point Hotel – als Pierrepont Summers
- 1998 Best Friends for Life – als Violet Evans
- 1997 Breast Men – als dr. Tammy
- 1997 House of Frankenstein – als Irene Lassiter
- 1996 Lazarus – als Anne
- 1994 Moment of Truth: Murder or Memory? – als Connie Frawley
- 1994 Lightning Jack – als mama Wheeler
- 1990 Casey's Gift: For Love of a Child – als Donna Bolen
- 1990 A Girl to Kill For – als Karen
- 1989 Far from Home – als Louise
- 1989 The Case of the Hillside Stranglers – als J.D. Jackson
- 1988 Laura Lansing Slept Here – als Melody Ghompers
- 1987 When the Time Comes – als Joanna
- 1986 The Penalty Phase – als Julie
- 1986 The Ladies Club – als Joan Taylor
- 1986 Assassin – als Mary Casallas
- 1985 A Letter to Three Wives – als Kate
- 1985 Jagged Edge – als – Julie Jensen
- 1985 Summer Rental – als Sandy Chester
- 1983 The Taming of the Shrew – as Katherina
- 1982 A Piano for Mrs. Cimino – als Alice Cimino
- 1982 Fantasies – als Allison
- 1981 S.O.B. – als vrouw achter piano
- 1980 Waikiki – als Joanie
- 1979 Fish Hawk – als mrs. Gideon
- 1974 The Ottawa Valley – als Lena

### Televisieseries
Uitgezonderd eenmalige gastrollen.
- 2011 - 2015 Whole Day Down – als DeWitt – 6 afl.
- 2011 - 2012 Fresh Hell - als Valerie - 4 afl.
- 2009 CSI: Miami – als rechter Gloria Stets – 2 afl.
- 2004 – 2008 Rodney – als Patsy – 4 afl.
- 2002 – 2004 Girlfriends – als Sandy Bickle – 4 afl.
- 1999 Beverly Hills, 90210 – als tante Bobbi – 2 afl.
- 1997 Murder One – als Lynette Parker – 4 afl.
- 1997 Murder One: Diary of a Serial Killer – als Lynette Parker Banks – miniserie
- 1995 Live Shot – als Helen Forbes – 8 afl.
- 1986 L.A. Law – als Hillary Mishkin – 3 afl..
- 1985 St. Elsewhere – als dr. Mary Woodley – 10 afl.
- 1984 Night Court – als klerk Lana Wagner – 10 afl.
- 1982 The Quest – als Carrie Welby – 9 afl.
- 1981 Hill Street Blues – als West Virginia – 3 afl.
- 1980 Family – als Emily – 2 afl.

- Library of Congress Control Number: no2004061287
- Nationale Bibliotheek van Israël: 987007434421205171
- Virtual International Authority File: 312865186
- WorldCat: E39PBJc3FyXdwkj7R947HVG8md